# Commelle-Vernay
Commelle-Vernay – miejscowość i gmina we Francji, w regionie Owernia-Rodan-Alpy, w departamencie Loara.
Według danych na rok 1990 gminę zamieszkiwały 2 872 osoby, a gęstość zaludnienia wynosiła 231 osób/km² (wśród 2880 gmin regionu Rodan-Alpy Commelle-Vernay plasuje się na 310. miejscu pod względem liczby ludności, natomiast pod względem powierzchni na miejscu 943.).